# 東帝汶業餘足球甲組聯賽
東帝汶業餘足球甲組聯賽（Liga Futebol Amadora Primeira Divisão）是東帝汶國內最高級別的足球賽事，冠軍球隊能出戰亞洲足協盃資格賽。

## 歷屆冠軍
以下為歷屆聯賽冠軍：
- 2016年：勞拉拿賓菲加
- 2017年：卡基圖帝力
- 2018年：東帝汶博維斯塔
- 2019年：拉列诺克联
- 2021年：卡基圖帝力
- 2023年：卡基圖帝力

## 外部連結
- Official website